# Cap Hedo
Le cap Hedo (辺戸岬, Hedo-misaki) est un cap situé à l'extrémité nord de l'île d'Okinawa au Japon. Il est situé dans le village de Kunigami.
Il fait face à l'océan Pacifique à l'est, et à la mer de Chine orientale à l'ouest. Par temps clair on peut voir l'île d'Yoronjima à l'horizon.
Le site est devenu une destination touristique, pour sa situation géographique et pour le monument commémorant la fin de l'occupation américaine après la Seconde Guerre mondiale.